# Lochmoor Waterway Estates
Lochmoor Waterway Estates es un lugar designado por el censo (en inglés, census-designated place, CDP) ubicado en el condado de Lee, Florida, Estados Unidos. Según el censo de 2020, tiene una población de 5828 habitantes.

## Geografía
La localidad está ubicada en las coordenadas 26°38′33″N 81°54′26″O / 26.64250, -81.90722 (26.642486, -81.907186). Según la Oficina del Censo de los Estados Unidos, Lochmoor Waterway Estates tiene una superficie total de 8.30 km², de la cual 6.20 km² corresponden a tierra firme y 2.10 km² es agua.

## Demografía
Según el censo de 2020, hay 5828 personas residiendo en Lochmoor Waterway Estates. La densidad de población es de 940.00 hab./km². El 84.37% son blancos, el 2.37% son afroamericanos, el 0.21% son amerindios, el 1.41% son asiáticos, el 2.92% son de otras razas y el 8.73% son de una mezcla de razas. Del total de la población, el 7.86% son hispanos o latinos de cualquier raza.